# Gradski stadion pod Hisarom
Gradski stadion pod Hisarom – stadion sportowy w Leskovacu, w Serbii. Obiekt może pomieścić 7000 widzów. Swoje spotkania rozgrywali na nim piłkarze klubów FK Dubočica Leskovac i FK Lemind 1953, a także piłkarki zespołu ŽGFK Lavice Dubočica.
W 2012 roku zachodnia trybuna stadionu została wyposażona w plastikowe krzesełka.
W marcu 2021 roku rozpoczęła się rozbiórka obiektu. W jego miejscu w ciągu dwóch lat ma powstać nowy piłkarski stadion na 8500 widzów.